# Santa María Magdalena (Tepeji del Río de Ocampo)
Santa María Magdalena es una localidad de México, ubicada en el municipio de Tepeji del Río de Ocampo en el estado de Hidalgo.

## Geografía
Se encuentra en la región geográfica del Valle del Mezquital; a la localidad le corresponden las coordenadas geográficas 19° 58’ 15.442” de latitud norte y 99° 22’ 19.520” de longitud oeste; con una altitud de 2101 m s. n. m. Cuenta con un clima templado subhúmedo con lluvias en verano, de menor humedad.
En cuanto a fisiografía se encuentra en la provincia del Eje Neovolcánico, dentro de la subprovincia de Lagos y Volcanes de Anáhuac; su terreno es de lomerío. En lo que respecta a la hidrografía se encuentra posicionado en la región del Pánuco, dentro de la cuenca del río Moctezuma, y en la subcuenca del río Tlautla.

## Demografía
En 2020 registró una población de 2366 personas, lo que corresponde al 2.61 % de la población municipal; de los cuales 1188 son hombres y 1178 son mujeres.
| Gráfica de evolución demográfica de Santa María Magdalena entre 1900 y 2020                  |
|                                                                                              |
| Población de los censos y conteos del Instituto Nacional de Estadística y Geografía (INEGI). |